# 배 (공포 작가)
배(일본어: 梨 나시[*])는 일본의 괴담 작가다. 주로 인터넷 중심으로 활동한다. 인터넷에서의 대화명은 Pear_QU.

## 내력
유년기에 인터넷에서 “팔척귀신” 도시전설을 읽은 것을 계기로 인터넷 괴담에 빠져들었고, 2채널 오컬트판 글타래 「진지하게 무서운 이야기 모아보지 않을래?」 등에 자작 괴담을 투고하게 되었다.
2015년, 집단창작 사이트 SCP 재단 일본지부에 Pear_QU 명의로 가입했다. 2020년 투고한 「SCP-511-JP - 케리요」와 「신니」가 평가점수 +100을 넘어 고평가를 획득했고, 해당 사이트의 7주년 기념 경연대회에서 「반연」(攀縁)이라는 작품으로 종합 2위 차점작이 되었다.
2021년 1월, 개인 노트에 업로드한 「류담」(瘤談)이 인터넷상에서 화제가 되었다. 해당 작품이 주식회사 버그햄버그버그에서 주최하는 “오모코로배 2021”에서 은상을 획득하면서, 이후 해당 기업에서 운영하는 웹사이트 “오모코로”에도 작품을 투고하게 되었다. 같은 해, 타케서방에서 주최한 “괴담최공전 2021” 낭독부문에서 「스미는 사진」(滲む写真)으로 그랑프리 작품상을 수상했다.
2022년 8월 3일부터 코믹워커에서 연재를 개시한 만화 『コワい話は≠くだけで。』의 스토리 작가를 맡았다. 그림작가는 히가시무라 사츠키. 또한 8월 7일에는 첫 단행본 『귀여운 웃음』(かわいそ笑)이 발매되어 정식으로 등단했다. 발매에 즈음하여 웹라이터 우케츠가 추천사를 남겼다.